# 重庆市巴南中学校
重庆市巴南中学校，是位于重庆巴南区的一所重点中学。2009年8月，由重庆市第十中学校与重庆市第三十四中学校合并而成，暂用“重庆市第三十四中学校”校名。2012年，更名为重庆市巴南中学校。